# Garncarski Bród
Garncarski Bród – osada leśna w Polsce położona w województwie wielkopolskim, w powiecie czarnkowsko-trzcianeckim, w gminie Połajewo.
W latach 1975–1998 miejscowość położona była w województwie pilskim.